# Walter Haenisch
Walter Haenisch (* 11. Dezember 1906 in Dortmund; † 16. Juni 1938 in Butowo (UdSSR)) war ein deutscher Anglist, Literaturwissenschaftler, Marxforscher, Mitarbeiter an der ersten Marx-Engels-Gesamtausgabe und Opfer des Stalinismus. Er wurde am 16. Juni 1938 hingerichtet und am 28. Juli 1956 posthum rehabilitiert.

## Leben

### Jugend in Berlin als Sohn eines SPD-Politikers (1906 bis 1925)
Walter Haenisch wurde 1906 in Dortmund als Sohn des damaligen Chefredakteurs der Dortmunder Sozialdemokratischen Arbeiterzeitung Konrad Haenisch und Wilhelmine, geb. Bölling, geboren. Sein Vater war bis 1914 Vertreter des linken SPD-Flügels gewesen und hatte selber als Gymnasiast mit seiner bürgerlich-konservativen Familie gebrochen. Haenisch besuchte bis 1922 die Realschule und bis 1925 eine Reformschule in Letzlingen, die Freie Schul- und Werkgemeinschaft, unter der Leitung von Bernhard Uffrecht. Im Berliner Elternhaus kam er vor 1914 mit führenden Mitgliedern des linken Flügels der SPD in Kontakt wie Rosa Luxemburg, Karl Liebknecht, Franz Mehring, Karl Kautsky. 1914 bildete Vater Konrad mit Parteifreunden aus dem antirevisionistischen Langer, Heinrich Cunow, Paul Lensch, und dem russischen Revolutionär Alexander Parvus, der ein Freund und Mentor des Vaters gewesen war, die sogenannte Lensch-Cunow-Haenisch-Gruppe, die die Unterstützung der Mehrheits-SPD für die Kriegskredite und einen militärischen Sieg Deutschlands über die alten imperialen Mächte Russland, England und Frankreich im marxistischen Sinne als Initialzündung für die proletarische Revolution in Europa interpretierte. Infolgedessen brach Konrad Haenisch mit der Parteilinken endgültig, der junge Walter lernte während des Krieges im Elternhaus führende Vertreter des „rechten“ SPD-Flügels wie Friedrich Ebert, Philipp Scheidemann, Otto Wels kennen. Der Vater machte in der jungen Weimarer Republik Karriere, er wurde preußischer Kultusminister (1919–1921) und später Regierungspräsident von Wiesbaden (1922–25), und setzte sich in dieser Zeit insbesondere für die Aussöhnung mit Frankreich ein. Angesichts der beginnenden Bedrohung der Republik von rechts und links war der Vater gegen Ende seines Lebens einer der Begründer des Reichsbanners.
Haenisch wurde in dieser Zeit 1922 Mitglied der Sozialistischen Arbeiterjugend (SAJ), der offiziellen Jugendorganisation der SPD, aber 1924 wegen „oppositioneller Betätigung“ ausgeschlossen.

### Studium, Eintritt in die KPD (1925–1932)
Nach dem plötzlichen Tode seines Vaters 1925, der fünf Kinder, die noch in der Ausbildung waren, hinterließ, legte Haenisch sein Abitur an der legendären, ab 1921 von Fritz Karsen aufgebauten und geleiteten späteren Karl-Marx-Schule in Neukölln (bis 1929 Kaiser-Friedrich-Realgymnasium, heute Ernst-Abbe-Gymnasium (Berlin)), der ersten deutschen Gesamtschule, ab und studierte Germanistik und Anglistik in Berlin, Göttingen, Frankfurt und Reading (England) und in Frankreich. 1931 musste er sein Studium aus finanziellen Gründen abbrechen. Besonders in England beschäftigte sich Haenisch intensiv mit dem Werk von Karl Marx und Friedrich Engels und studierte zum Teil deren Quellen genau wie Marx selber in der British Library.
In dieser Zeit näherte sich Haenisch allmählich der kommunistischen Bewegung. 1927 trat er als Student in Göttingen in die Rote Hilfe ein, sowie in die Antiimperialistische Liga. KPD-Mitglied wurde er erst im Januar 1931, und war bis zu seiner Ausreise nach Moskau Anfang 1932 als Organisationsleiter der Straßenzelle in Steglitz aktiv, sowie als freier Mitarbeiter und Redakteur verschiedener kommunistischer Zeitungen.

### Moskau (1932–1938)
Anfang 1932 ging Walter Haenisch mit seiner Frau Gabriele, ebenfalls einer überzeugten Kommunistin, nach Moskau, wo beide am Marx-Engels-Institut arbeiteten. Haenisch hatte schon in England und Berlin intensive Studien des Werkes von Karl Marx und Engels betrieben, in Moskau arbeitete er u. a. an einer Volksausgabe des Kapitals, einer Chronik über Marx sowie an einem MEGA-Band über die Erste Internationale. Aufgrund nicht linienkonformer Ansichten über die Erste Internationale wurde Haenisch von der Parteiorganisation des Instituts kritisiert und am 15. April 1935, offiziell wegen „Betriebseinschränkungen“, entlassen. Von September bis Dezember 1935 arbeitete er in der Redaktion der deutschsprachigen Zeitung Das Neue Dorf in Charkow. Daneben verfasste er mehrere Aufsätze für die deutschsprachige Moskauer Zeitschrift Internationale Literatur, insbesondere in den Bänden 6 und 7, sowie einen Aufsatz für die damals neu gegründete, in New York im Umfeld der New School for Social Research herausgegebene marxistische Zeitschrift Science and Society in englischer Sprache. In Paris erschien eine Schrift in französischer Sprache.
Kurzzeitig überlegte Haenisch, sich – wie sein Freund Erich Weinert – als Freiwilliger zu den Internationalen Brigaden des Spanischen Bürgerkrieges zu melden, verwarf diesen Gedanken aber mit Rücksicht auf seine Familie.
Nachdem er 1936/1937 mit zwei Essays über Marx und Heine in Internationale Literatur Aufmerksamkeit erregt hatte, ergab sich für ihn daraus ein Filmprojekt über Heine mit dem Drehbuchautor und Theaterregisseur Heinz Goldberg, der extra für dieses Projekt aus Wien nach Moskau angereist war.
Im Freundeskreis der Haenischs wurden in dieser Zeit immer mehr Menschen denunziert und verhaftet, es war der Beginn der Großen Säuberung. Anfang 1938 begann Haenisch eine Tätigkeit als Redakteur bei der Deutschen Zentral-Zeitung (DZZ), dem deutschsprachigen Zentralorgan der Komintern, bevor er am 11. März 1938 selber in seiner Wohnung verhaftet wurde.
Ein Essay über den britischen Dichter Percy Shelley, der kurz vor seiner Verhaftung in Das Wort erschienen war, fand international in Emigrantenkreisen große Beachtung und wurde auch von Bertolt Brecht und Walter Benjamin bei ihrer berühmten Begegnung in Svendborg (Dänemark) im Juni 1938 diskutiert.
Just zu dem Zeitpunkt, als Brecht und Benjamin in Dänemark über Haenischs Shelley-Artikel diskutierten, wurde Haenisch am 17. Mai von einem NKWD-Gericht im Zuge der Deutschen Operation des NKWD wegen „Spionage“ (Art. 58 StGB der RSFSR) zum Tode verurteilt. Am 16. Juni 1938 wurde Walter Haenisch auf dem Erschießungsplatz von Butowo hingerichtet und in einem Massengrab verscharrt.

## Familie
Ein Sohn, Alexander Haenisch (geboren 1932 in Moskau), starb 1942 an Hirnhautentzündung in Fergana, Usbekische SSR, wohin er mit seiner Mutter und zahlreichen deutschen Emigranten nach dem deutschen Überfall auf die Sowjetunion zwangsumgesiedelt worden war.

## Veröffentlichungen

### USA
- Karl Marx and the Democratic Association of 1847, Science and Society, Vol. 2, No. 1, Winter, 1937, pp. 83–102 JSTOR:40399132

### Frankreich
- La vie et les luttes de Philippe Buonarroti, Au Bureau d'éditions, 1938 - 112 Seiten (Trad. de l'allemand par O. Blanc)

### Sowjetunion (in deutscher Sprache)
- Karl Marx. Chronik seines Leben in Einzeldaten. Zürich 1934. (Mitarbeit)
- Georg Weerth, In: Internationale Literatur Bd. 6 (1936), Nr. 7: 96 DNB 1039807356
- Martin Haller: Ein Mann sucht seine Heimat, In: Internationale Literatur Bd. 6 (1936), Nr. 9: 144 DNB 1039808301
- Historisches Spanien In: Internationale Literatur Bd. 6 (1936), Nr. 10: 153 DNB 1039808603
- Heine und Marx In: Internationale Literatur Bd. 6 (1936), Nr. 11: 119 DNB 1039808786
- Marx und Engels über Literatur und Kunst In: Internationale Literatur Bd. 6 (1936), Nr. 12: 135 DNB 1039809146
- Heine und Börne In: Internationale Literatur Bd. 7 (1937), Nr. 2: 106 DNB 1039809723
- Marx und das revolutionäre Spanien In: Internationale Literatur Bd. 7 (1937), Nr. 6: 148 DNB 1039811299
- William Cobbett im Spiegel der Schriften von Marx und Engels In: Internationale Literatur Bd. 7 (1937), Nr. 8: 146 DNB 1039812082
- Percy Bysshe Shelley Das Wort Heft 1 [Issue 1] (January 1938): 96–110. DNB 368724972
- Im Kampf ums freie Wort, Das Wort Heft 1 [Issue 2] (1938): 102–105. DNB 368724972